# Krzesło porodowe

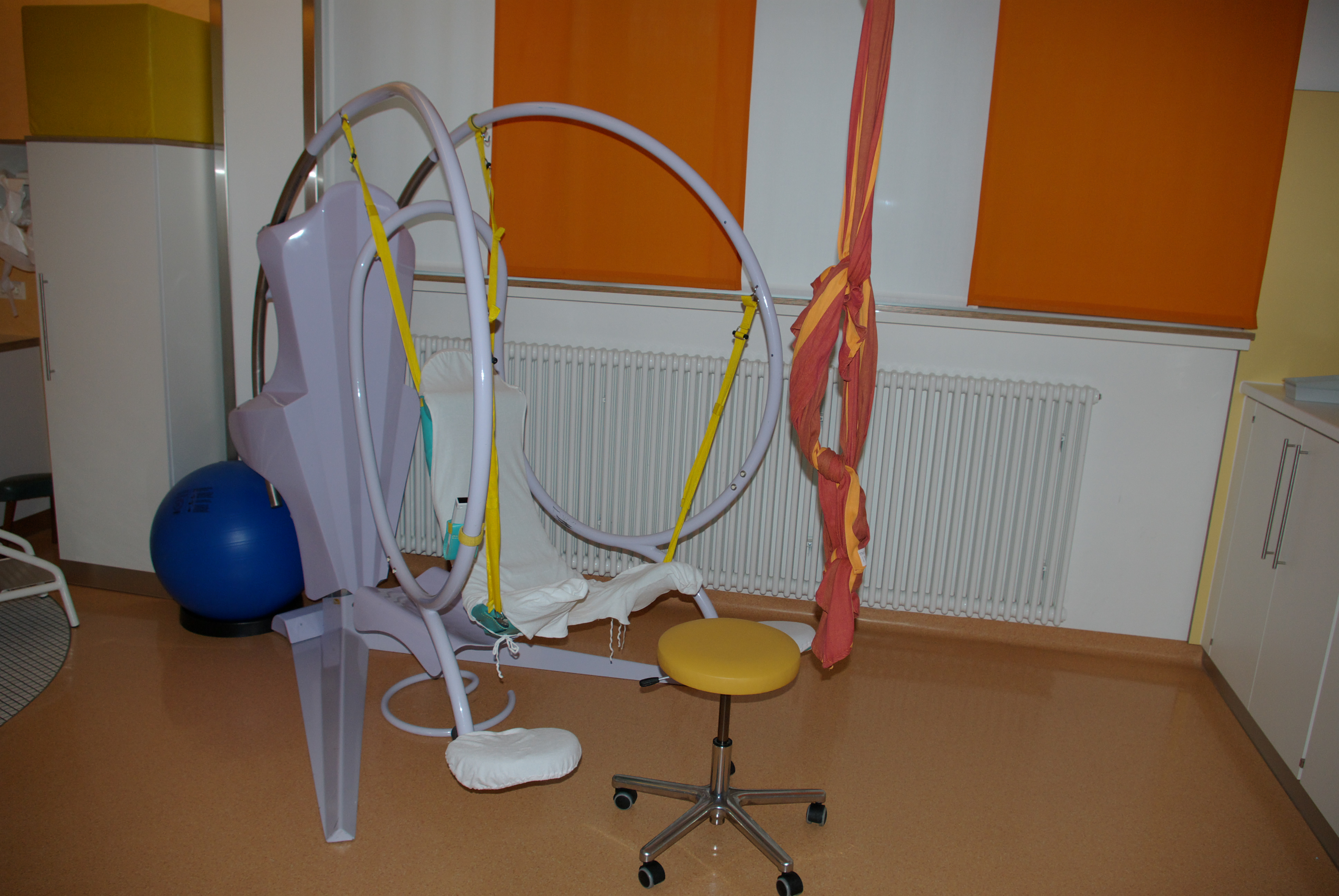
Współczesne krzesło porodowe

Krzesło porodowe – przedmiot skonstruowany w taki sposób aby pomagać kobietom w czasie porodu w zachowaniu pozycji pionowej, która sprzyja postępowi porodu. Ma ono również za zadanie zapewnić kobiecie dodatkowe wsparcie i równowagę. Występują także krzesła bez oparcia nazywane stołkiem porodowym.
Wczesne typy krzesła porodowego posiadały trzy lub cztery nogi, jednakże wersja trójnożna jest częściej spotykana. Oba typy wspomagają dolną część ciała rodzącej. Często oparcie jest smukłe i pochylone aby zapewnić kobiecie komfortową pozycje. Tak wyprofilowane oparcie umożliwia też osobie towarzyszącej podczas porodu na masowanie rodzącej lub jej podparcie. Podłokietniki zawierają uchwyty lub oparcia, które zapewniają dodatkowy nacisk. Krzesła mają zazwyczaj od 20 do 25 cm wysokości aby kobieta rodząca mogła bez problemu opierać nogi o podłogę.

## Historia

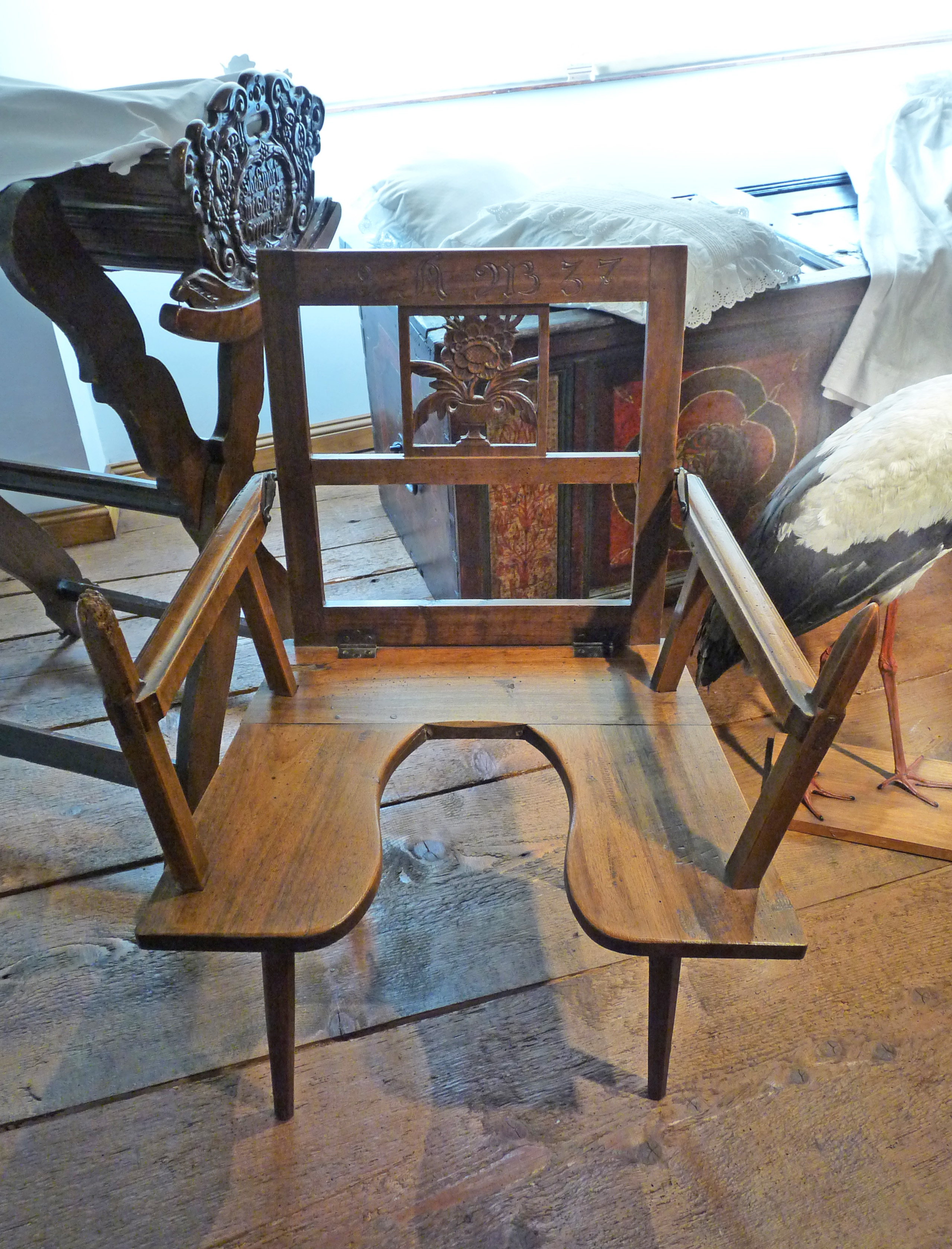
Krzesło porodowe z 1837

Krzesła porodowe są stosowane już od tysiącleci. Zastąpiły one miejsce osób obsługujących poród, których zadaniem była pomoc w zachowaniu pozycji siedzącej. Krzesła te były używane na całym świecie. Ich obecność została zaznaczona poprzez malowidła z 1450 r. p.n.e. na ścianach The Birth House w Luksor (Egipt). Na malowidłach widać Egipską królową rodzącą na stołku. Kobiety rodzące w pozycji pionowej były widoczne w sztuce azjatyckiej, afrykańskie, a także rdzennych Amerykanów. Krzesła porodowe wyszły z użytku gdy lekarze zaczęli stosować płaskie łóżka porodowe na których kobiety miały leżeć podczas porodu.

## Czasy współczesne
W latach 80 XX wieku krzesła porodowe zaczęły ponownie być stosowane. Część kobiet rodzących wróciła do nich ze względu na to iż krzesła te pomagają w zachowaniu pionowej pozycji. Dzięki takiej pozycji na płód działa grawitacji co ułatwia wstawianie się główki w kanał rodny i późniejsze wydalenie płodu. Wiele badań naukowych udowodniło, iż krzesła porodowe przyśpieszają czas trwania porodu i podwyższają stopień komfortu rodzących. Pozycja przyjmowana na krześle umożliwia mięśniom biorącym udział przy porodzie bardziej wydajną prace.
Do produkcji krzeseł stosowane są różne typy materiałów włącznie z PCW i plastikiem. Współcześnie krzesła porodowe umożliwiają przybranie innych pozycji oprócz siedzącej m.in. pozwalają na klęczenie, stanie w rozkroku czy siedzenie na czworaka.